# Soon/ラブ♡ライス
「Soon/ラブ♡ライス」（スーン/ラブライス）は、榊原ゆいの13作目、及び茶太の両A面シングル。2008年7月23日にティームエンタテインメントよりリリースされた。
表題曲は、PS2ソフト『よつのは〜A Journey Of Sincerity〜』オープニングテーマになっており、カップリングには茶太が歌う同ゲームエンディングテーマ「ラブ♡ライス」が収録されている。
通常のInstrumentalver.に加え、Soonとラブ♡ライス両曲のGAMEver.も収録している。
ジャケットには『恋する記憶/ねがい』同様、猫宮のののイラストが描かれている。

## 収録曲
1. Soon [4:25]
  - 作詞：ひみこ、作曲・編曲：水上裕規、歌：榊原ゆい
2. ラブ♡ライス [3:41]
  - 作詞：松本有加、作曲・編曲：ぺーじゅん、歌：茶太
3. Soon（off vocal）
4. ラブ♡ライス （off vocal）
5. Soon（GAMEver.）
6. ラブ♡ライス （GAMEver.）